# O3 Magazine
O3 Magazine (иначе o3) — ежемесячный электронный журнал со свободным контентом о свободном программном обеспечении с открытым исходным кодом. Был запущен в ноябре 2005 года.
O3 Magazine представляет собой ежемесячную электронную публикацию, которая сосредоточена на использовании технологии с открытым исходным кодом в предприятиях/бизнес-средах. O3 издаётся Spliced Networks LLC. O3 Magazine производится исключительно с использованием только инструментов с открытым исходным кодом. Публикация производится с помощью Scribus, статьи пишутся в офисном приложении OpenOffice.org, а графика создаётся в графическом редакторе GIMP. o3 Magazine утверждает, что этот факт лишь подчёркивает её как открытый пропагандистский источник.
O3 Magazine распространяется бесплатно в формате PDF, а абоненты могут подписаться на уведомления по электронной почте. O3 Magazine прекратил производство с октября 2006 года до июля 2007 года, так как формат, содержание и направленность журнала были изменены. Журнал возобновил свою работу 14 июля 2007 года.